# Escándalo de abuso sexual de la Federación de Gimnasia de los Estados Unidos
El escándalo de abuso sexual de la federación de Gimnasia de Los Estados Unidos involucra el abuso sexual de atletas, principalmente menores, por Larry Nassar, un exmédico osteópata del equipo nacional de Gimnasia estadounidense (USAG). Él es nombrado en cientos de demandas presentadas por atletas que dijeron que Nassar abusó sexualmente de ellos bajo el pretexto de proporcionar tratamiento médico. Desde las primeras declaraciones públicas se hicieron en septiembre de 2016, más de 265 mujeres, incluyendo exmiembros del equipo nacional de gimnasia estadounidense Jamie Dantzscher, Jeanette Antolin, McKayla Maroney, Aly Raisman, Maggie Nichols, Gabby Douglas, Simone Biles y Jordyn Wieber, han acusado a Nassar de agredirlas sexualmente. Es uno de los mayores escándalos de abuso sexual en la historia del deporte.
El 11 de julio de 2017, Nassar se declaró culpable de cargos federales por pornografía infantil; fue condenado a 60 años de prisión el 7 de diciembre de 2017. El 22 de noviembre de 2017, se declaró culpable de siete cargos de agresión sexual en primer grado y se declaró culpable una semana después de tres cargos adicionales de agresión sexual. El 24 de enero de 2018, Nassar fue sentenciado a otros 40 a 175 años de prisión, que se espera que se ejecute después de que Nassar cumple la condena de 60 años de prisión federal por pornografía infantil. El 5 de febrero de 2018, Nassar recibió otros 40 a 125 años.
El antiguo doctor oficial del equipo de gimnasia olímpica estadounidense fue trasladado a la penitenciaría de máxima seguridad de Tucson, Arizona, para cumplir la primera de las tres condenas que recaen en su contra por posesión de pornografía infantil y conducta sexual criminal contra menores.
La Federación de Gimnasia de los Estados Unidos y la Universidad Estatal de Míchigan -donde Nassar era miembro de la facultad- han sido acusados de permitir el abuso de Nassar y son nombrados como demandados en juicios civiles que ex gimnastas han presentado contra Nassar.

## Antecedentes
En 1990, La Federación Estadounidense de Gimnasia comenzó una lista de entrenadores prohibidos permanentemente, incluso para el abuso sexual. En 1992, Robert Dean Head, un entrenador de la Federación Estadounidense de Gimnasia en Kentucky se declaró culpable de violar a un niño de 12 años. En 2007, La USAG hizo las verificaciones de antecedentes obligatorias para todos los entrenadores. Don Peters, el entrenador nacional del equipo olímpico de 1984, fue expulsado de la USAG en 2011, después de que dos ex gimnastas lo acusaron de abuso sexual. En 2016, el médico del equipo olímpico Larry Nassar fue arrestado por cargos de abuso sexual y posesión de pornografía infantil. Múltiples víctimas de abuso sexual han presentado demandas contra la Federación de Gimnasia de los Estados Unidos y otras partes.
Ha habido varios incidentes en los que la Federación Estadounidense de Gimnasia ha descartado las advertencias sobre los entrenadores. En una demanda de 2013, los funcionarios de la USAG admitieron bajo juramento que las acusaciones de abuso sexual se desestimaban rutinariamente como rumores, a menos que provinieran directamente de la víctima o de los padres de la víctima. La Federación Estadounidense de Gimnasia esperó durante cuatro años antes de denunciar a Marvin Sharp a la policía. Fue acusado y se suicidó en prisión. Mark Schiefelbein fue acusado en 2002 por abusar sexualmente de una niña de 10 años. Después de que los fiscales citaron los registros, se enteraron de que la USAG había recibido denuncias anteriores contra Schiefelbein, que cumple una condena de 36 años. Hubo una denuncia sobre James Bell en archivo durante al menos cinco años antes de que fuera arrestado en 2003 por molestar a tres jóvenes gimnastas. Bell se declara culpable y está cumpliendo ocho años de prisión.
Se hicieron al menos cuatro quejas contra el entrenador de Georgia William McCabe, pero la USAG no informó las acusaciones a la policía. Un dueño de un gimnasio había advertido que McCabe "debería estar encerrado en una jaula antes de que alguien sea violado". McCabe continuó entrenando durante siete años, hasta que la madre de una gimnasta fue al FBI con correos electrónicos que le habían enviado a su hija de 11 años. McCabe fue acusado de molestar sexualmente a gimnastas, filmando en secreto a las niñas cambiándose de ropa y colgando sus fotos desnudas en internet. Se declara culpable y está cumpliendo una sentencia de 30 años.
Un juez liberó más de 5,600 páginas de registros judiciales en el caso McCabe luego de que el periódico Indianápolis Star solicitara los documentos, que detallan cómo la Federación de Gimnasia de los Estados Unidos ha respondido a varias acusaciones de mala conducta sexual contra los entrenadores durante un período de 10 años desde 1996 a 2006. El comunicado los documentos incluían una carta que decía que un presidente regional de la USAG habló con el presidente de la organización en apoyo de permitir que un delincuente sexual condenado mantenga su membresía. Otros documentos incluyen quejas de abuso sexual presentadas contra 54 entrenadores. Los documentos revelaron que algunos de los entrenadores no fueron expulsados del deporte a pesar de haber sido condenados por los crímenes. Desde entonces,la USAG ha dicho que ha prohibido a 37 de los 54 entrenadores.
En una deposición, el presidente de la Federación Estadounidense de Gimnasia, Steve Penny, dijo: "A lo mejor de mi conocimiento, no hay obligación de informar si usted es - si usted es un tercero en alguna acusación [...] Usted sabe, eso yace en la persona que tiene conocimiento de primera mano ". Penny renunció en marzo de 2017.
Larry Nassar era un médico osteópata con licencia y el médico del equipo nacional de medicina deportiva de la Federación Estadounidense de Gimnasia . También dirigió un club de clínica y gimnasia en la Universidad Estatal de Míchigan, donde fue miembro de la facultad. La USAG despidió a Nassar en 2015 "después de enterarse de las preocupaciones de los atletas".

## Acusaciones de abuso sexual
En septiembre de 2016, The Indianápolis Star reveló que dos ex gimnastas habían hecho acusaciones de abuso sexual contra Nassar. A raíz de esas denuncias penales, la Universidad Estatal de Míchigan reasignó a Nassar de sus funciones clínicas y docentes y lo despidió ese mismo mes. Desde entonces, más de 250 mujeres y niñas han acusado a Nassar de abusar sexualmente de ellas. Según esos informes, Nassar cometió agresiones sexuales durante los exámenes médicos. Los abusos variaban desde insertar un dedo en las vaginas y anos de los gimnastas hasta acariciar sus pechos y genitales. Estos fueron actos delictivos independientemente del consentimiento, porque las víctimas eran menores de edad. Nassar negó inicialmente los cargos, alegando que estaba realizando procedimientos médicos legítimos. En febrero de 2017, tres ex gimnastas, Jeanette Antolin, Jessica Howard y Jamie Dantzscher, concedieron una entrevista con 60 Minutes en la que acusaron a Nassar de abusar sexualmente de ellas. Las gimnastas también alegaron que el "ambiente emocionalmente abusivo" en los campos de entrenamiento del equipo nacional dirigido por Béla y Márta Károlyi en el Rancho Karolyi cerca de Huntsville, Texas, le dio a Nassar la oportunidad de aprovecharse de los gimnastas y les hizo temer hablar sobre el abuso. Rachael Denhollander, una de las primeras mujeres en acusar públicamente a Nassar, dijo en el tribunal en mayo de 2017 que Nassar abusó sexualmente de ella en cinco visitas al médico en 2000, cuando tenía 15 años de edad.
La medallista de oro olímpica McKayla Maroney, usando el hashtag #MeToo en Twitter, dijo que Nassar abusó repetidamente de ella, comenzando cuando tenía 13 años y hasta que se retiró del deporte en 2016. Maroney entabló una demanda contra Nassar, la Universidad Estatal de Míchigan, el Comité Olímpico de los Estados Unidos y la USAG. La demanda acusó a la Federación Estadounidense de Gimnasia de encubrir el abuso sexual pagando a Maroney $ 1.25 millones para firmar un acuerdo de no divulgación.
Durante una entrevista de 60 minutos, la medallista de oro olímpica Aly Raisman también acusó a Nassar de abusar sexualmente de ella. Raisman declaró que Nassar abusó de ella cuando tenía 15 años de edad. Gabby Douglas recibió críticas de su compañera de equipo olímpica Simone Biles y otros por enviar un tuit que interpretaron como una crítica a Raisman y de "la víctima avergonzada", afirmando que "vestirse de manera provocativa / sexual incita a la multitud equivocada". Douglas luego se disculpó por el tuit, y dijo que ella también había sido víctima del presunto abuso de Nassar.
La exmiembro del equipo nacional Maggie Nichols acusó a Nassar de abusar de ella; ella documentó la forma en que él la "acicalaba" conectándose con ella en Facebook y felicitando su apariencia en numerosas ocasiones. También se informó que fue la entrenadora de Nichols, Sarah Jantzi, quien informó por primera vez a Nassar a la USAG el 17 de junio de 2015, luego de escuchar a Nichols hablar con otra gimnasta sobre el comportamiento de Nassar. Simone Biles se presentó poco después con relatos de primera mano de cómo ella también había sido abusada sexualmente por Nassar. Jordyn Wieber hizo una declaración en la corte de Nassar en la que también acusó a Nassar de abusar sexualmente de ella durante su tiempo en la Federación de Gimnasia estadounidense.

## Procedimientos Judiciales

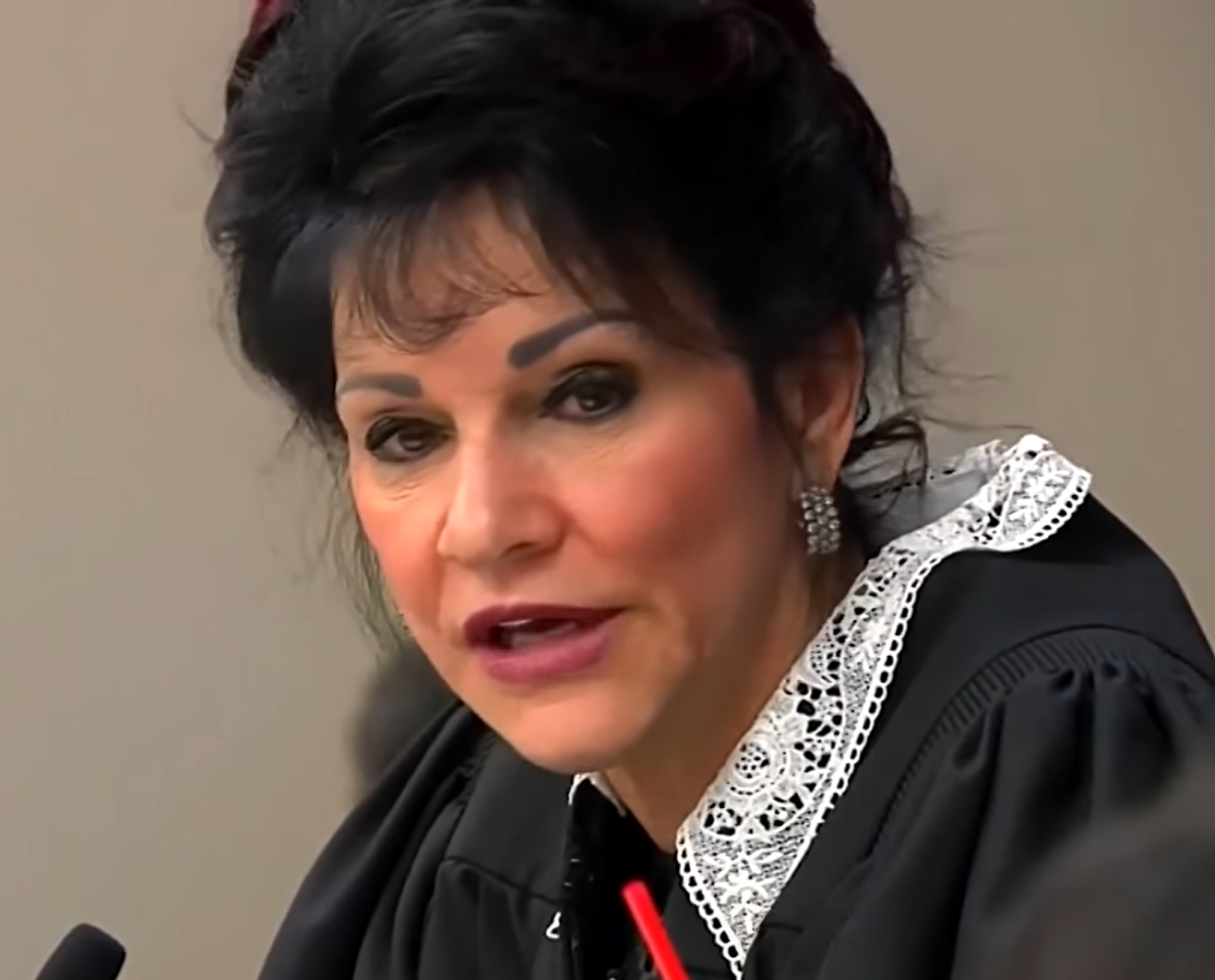
La jueza Rosemarie Aquilina en 2018.

En noviembre de 2016, Nassar fue acusado inicialmente de agresión sexual de un niño. El fiscal general de Michigan, Bill Schuette, declaró que los ataques comenzaron cuando la víctima tenía 6 años en 1998, hasta el 2005. Se declaró inocente de tres cargos de conducta sexual criminal en primer grado contra un menor durante su primera comparecencia ante el tribunal. El mes siguiente, también fue acusado de cargos federales de pornografía infantil. Según el FBI, más de 37,000 imágenes y videos de pornografía infantil fueron confiscados de la casa de Nassar, incluido un video de GoPro de Nassar presuntamente abusando sexualmente de niñas en una piscina. Nassar se declaró culpable de tres cargos federales por pornografía infantil el 11 de julio de 2017, y el juez de distrito de los Estados Unidos Janet T. Neff le otorgó tres sentencias consecutivas de 20 años de prisión el 7 de diciembre de 2017.
El 15 de noviembre de 2017, se anunció que Nassar se declararía culpable de los cargos de agresión sexual en el condado de Ingham (que contiene la mayor parte de East Lansing, la ciudad de origen del estado de Míchigan) y el condado de Eaton en Michigan. En ese momento, enfrentó un total de veintidós cargos, quince en Ingham y siete en Eaton. Entre las acusaciones figuraba que bajo la apariencia de brindar un tratamiento legítimo, había abusado sexualmente de siete niñas en su casa y en una clínica en el campus de la Universidad Estatal de Míchigan También declaró que Nassar se declararía culpable en el condado de Ingham el 22 de noviembre y luego se declararía culpable en el condado de Eaton el 29 de noviembre y cumpliría al menos 25 años de prisión por estos crímenes. A otros que informaron que Nassar agredió a la policía se les permitió hacer declaraciones de impacto de la víctima durante la sentencia.
Durante su comparecencia ante la Juez Rosemarie Aquilina en el Tribunal de Circuito del Condado de Ingham, y bajo los términos de su acuerdo de culpabilidad, Nassar se declaró culpable de siete cargos de conducta sexual criminal con una sentencia mínima de 25 a 40 años de prisión. Tres de las víctimas tenían menos de 13 años y tres tenían entre 13 y 15 años. Nassar emitió una breve declaración en la que se disculpó y dijo que tenía la esperanza de que la comunidad pudiera seguir adelante: "Para todos los involucrados, lamento muchísimo que fuera como un fósforo que se convirtió en un incendio forestal fuera de control. no tengo animosidad hacia nadie. Solo quiero sanidad ... Necesitamos avanzar en un sentido de crecimiento y curación, y rezo (por) eso ". Más de 150 mujeres hicieron declaraciones durante su audiencia de sentencia de una semana antes de que Nassar recibiera una sentencia de prisión de 40 a 175 años el 24 de enero de 2018. Durante su sentencia federal, el juez Aquilina ordenó que esta prisión, junto con cualquier sentencia de prisión dado en el condado de Eaton, corre consecutivamente con la sentencia federal de Nassar. El juez citó una carta que él le envió antes de la sentencia, en la que culpó a sus acusadores. Ella lo describió como una persona peligrosa que mostró poco remordimiento y dijo que ella "firmó [su] sentencia de muerte".
Durante su comparecencia en el Tribunal de Circuito del Condado de Eaton, Nassar se declaró culpable de cometer una conducta sexual inapropiada con tres niños menores de 16 años. El 5 de febrero de 2018, la jueza Janet Cunningham condenó a Nassar a otros 40 a 125 años en la prisión estatal. Esta sentencia se ejecutará consecutivamente a la sentencia federal de Nassar, pero concurrente a su sentencia anterior del estado del condado de Ingham.

## Respuesta e impacto

### Federación de Gimnasia Estadounidense (USAG)
USA Gymnastics (USAG) dijo que sus ejecutivos se enteraron por primera vez de la preocupación de un atleta con respecto a Nassar en junio de 2015. Luego de una investigación, Nassar fue despedido e informado al FBI en julio de 2015. En marzo de 2017, el presidente de la USAG Steve Penny renunció en medio de acusaciones de negligencia y pide su despido. En respuesta al escándalo, la Federación Estadounidense de Gimnasia adoptó reformas basadas en un informe de junio de 2017 de un investigador contratado para revisar las políticas y prácticas de la organización. Uno de los cambios es el requisito de que todos los miembros de la USAG denuncien cualquier sospecha de conducta sexual inapropiada a las autoridades correspondientes y al Centro de Estados Unidos para SafeSport.
La USAG ha recibido críticas por su manejo de las acusaciones de abuso sexual contra Nassar. De acuerdo con una investigación de 2016 reportada por el periódico The Indianápolis Star, los altos ejecutivos de la USAG descartaron rutinariamente las acusaciones de abuso sexual contra los entrenadores y no alertaron a las autoridades. Los senadores de los Estados Unidos criticaron el liderazgo de la organización por esperar cinco semanas antes de informar a Nassar a las autoridades después de enterarse por primera vez de las acusaciones contra Nassar en 2015. Juliet Macur de The New York Times criticó a la USAG por no asistir a la audiencia del Congreso de 2017 para proteger a los atletas jóvenes del abuso sexual, y señaló que la organización no se había disculpado por su papel en el escándalo. La dos veces olímpica Aly Raisman también criticó la respuesta de la USAG al escándalo y señaló que el paquete de indemnización de $ 1 millón otorgado al expresidente Penny podría haberse utilizado para crear un programa para ayudar a los atletas afectados.
En medio del escándalo de abuso sexual,La federación de Gimnasia de los Estados Unidos perdió varios patrocinadores corporativos importantes, incluidos Procter & Gamble, Kellogg's, Under Armour, The Hershey Company y AT & T. [ Procter & Gamble ha sido el patrocinador principal de los Campeonatos Nacionales durante cinco temporadas, AT & T patrocinó la Copa América desde 2011 y Kellogg's patrocinó una serie de giras nacionales. Los ingresos de comercialización representan aproximadamente el 35% de los ingresos anuales de la USAG, o alrededor de $ 9.4 millones. Kellogg's y Procter & Gamble fueron dos de los patrocinadores más grandes asociados con la organización.
En enero de 2018, USAG cortó oficialmente las relaciones con Karolyi Ranch, el antiguo centro nacional de entrenamiento para el equipo nacional y un sitio donde Nassar agredió sexualmente a muchos gimnastas. Más tarde ese mes, el Rancho Karolyi anunció en su sitio web que la instalación se había cerrado permanentemente. El 22 de enero de 2018, tres miembros de la Junta Directiva de la Federación de Gimnasia de los Estados Unidos renunciaron. Tras la sentencia de Nassar el 24 de enero de 2018, el Comité Olímpico de los Estados Unidos (USOC) publicó una carta abierta pidiendo la renuncia de la Junta Directiva restante de la Federación de Gimnasia de los Estados Unidos, indicando que el incumplimiento de la solicitud daría como resultado que el Comité Olímpico de los Estados Unidos tomara medidas para descertificar el cuerpo gobernante. El Comité Olímpico de Estados Unidos también anunció que estaba lanzando una investigación de terceros sobre el escándalo. El 31 de enero, La USAG recibió renuncias de cada miembro de su Junta Directiva, cumpliendo con las demandas del Comité Olímpico de Estados Unidos.
El 1 de febrero, se reveló que el Comité Olímpico de los Estados Unidos estaba al tanto de los reclamos por abuso en 2015, antes de que afirmen que se enteraron por primera vez en 2016. Surgieron informes de que el entonces presidente de USAG, Steve Penny, llamó al presidente ejecutivo de Comité Olímpico de Estados Unidos, Scott Blackmun, en julio de 2015, revelando que una investigación descubrió un posible comportamiento criminal de Nassar contra los atletas olímpicos. Además, en septiembre de 2015, Penny envió un correo electrónico al Jefe de Seguridad del Comité Olímpico Estadounidense detallando las acusaciones contra Nassar.
John Geddert, entrenador del equipo del equipo olímpico londinense de 2012 y entrenador personal de Jordyn Wieber, se retiró tras un anuncio de USAG de que había sido suspendido como resultado de su conexión con Nassar. Geddert manejaba dos gimnasios que empleaban a Nassar, incluido Twistars. La propiedad de Twistars ha sido transferida a la esposa de Geddert, Katherine. Las gimnastas han informado que Nassar abusó de ellas en Twistars. Los gimnastas también han acusado a Geddert de ser abusivo y desdeñar sus lesiones. Una gimnasta dijo que Geddert la había arrojado a la barra lo suficientemente fuerte como para romper los músculos de su estómago y terminar su carrera. Han dicho que el abuso de Geddert los dejó vulnerables a la manipulación de Nassar.
El 2 de febrero, Valeri Liukin renunció como coordinadora del equipo nacional.

### Universidad Estatal de Míchigan
La Universidad Estatal de Míchigan dijo que recibió una queja por primera vez contra Nassar en 2014. Una investigación del Título IX sobre la queja no encontró violación de la política. y se permitió a Nassar continuar el tratamiento de pacientes bajo ciertas restricciones acordadas según lo estipulado por el Colegio de Medicina Osteopática MSU Dean William Strampel. Sin embargo, no se instituyó ningún control. Después de que The Indianápolis Star hiciera públicas las denuncias contra Nassar en septiembre de 2016, Nassar fue despedido por el estado de Míchigan por violar el acuerdo de 2014.
La universidad enfrenta demandas de 144 atletas locales y MSU que dicen que fueron atacados sexualmente por Larry Nassar. La exentrenadora de gimnasia de la Universidad Estatal de Míchigan Kathie Klages fue suspendida el 13 de febrero de 2017, y se retiró al día siguiente, en medio de la investigación de abuso sexual de Nassar. Klages ha sido acusado de desestimar las denuncias de abuso sexual por parte de ex gimnastas contra Nassar y presionarlas para que permanezcan en silencio. Según los documentos judiciales, se informó que Klages conocía las acusaciones de abuso sexual contra Nassar ya en 1997.
El 12 de diciembre de 2017, Strampel renunció como decano y pidió licencia médica como docente. La mediación terminó en las demandas civiles. Por lo tanto, la Junta de Fideicomisarios de MSU votó a favor de establecer un fondo de $ 10 millones para reembolsar a las víctimas de Nassar los servicios de asesoramiento. El presidente de la UCM, Lou Anna Simon, también se disculpó con las víctimas de Nassar y donó su recién aprobado aumento al fondo de becas Roy J. y Lou Anna K. Simon, pero lo rechazó en el futuro. Kaylee Lorincz, del caso criminal del condado de Ingham en Nassar, la "Víctima E", se dirigió a la junta que quería que la universidad cambiara, no para que se enfocaran en el litigio. Lorincz no consideró que la disculpa fuera "sincera".
Durante la sentencia de Nassar en enero de 2018, varios exatletas MSU, incluidos los de gimnasia, softball, voleibol, remo y atletismo, dieron a las víctimas declaraciones de impacto acusando al personal de MSU de desestimar sus denuncias de abuso sexual contra Nassar. El 23 de enero de 2018, la National Collegiate Athletic Association abrió formalmente una investigación sobre el manejo por parte de la universidad de las acusaciones de abuso sexual contra Nassar. El 24 de enero de 2018, en medio de una reacción violenta sobre el papel de la universidad en el escándalo, la Cámara de Representantes de Michigan votó abrumadoramente por una resolución no vinculante patrocinada por el representante Adam Zemke, que pedía a la Junta de Fiduciarios de la universidad despedir al presidente Lou Anna Simon si ella no renunciaba. Simón renunció más tarde ese mismo día. Dos días más tarde, el director atlético MSU Mark Hollis renunció.
El 27 de enero de 2018, Outside the Lines de ESPN informó que su investigación "encontró un patrón de negación generalizada, inacción y supresión de información de tales denuncias por parte de funcionarios que iban desde la policía del campus hasta el departamento atlético espartano" que "va mucho más allá" del caso Nassar . Según la investigación, al menos 16 jugadores de fútbol han sido acusados de agresión sexual o violencia contra las mujeres desde 2007, la primera temporada del equipo bajo el actual entrenador en jefe Mark Dantonio. La investigación también encontró varias acusaciones nunca antes publicitadas de conducta similar por parte de los miembros del equipo de baloncesto masculino.

#### Magic Johnson
El baloncestista estadounidense Magic Johnson expresó su apoyo incondicional a las víctimas de esos abusos y a sus familias, especialmente a las deportistas de Michigan State, el alma mater del exjugador Johnson, quien fue un Spartan en su época univeristaria, dejó un mensaje claro en Twitter: "Todo aquel que haya cerrado los ojos a la deshonra de décadas de abusos sexuales por parte del doctor de Michigan State, Larry Nassar, debe ser despedido". El entrenador de los Spartans, Tom Izzo, estaba bajo sospecha tras un informe de la ESPN sobre que su programa maneja de manera pésima las denuncias por abuso y acoso sexual.

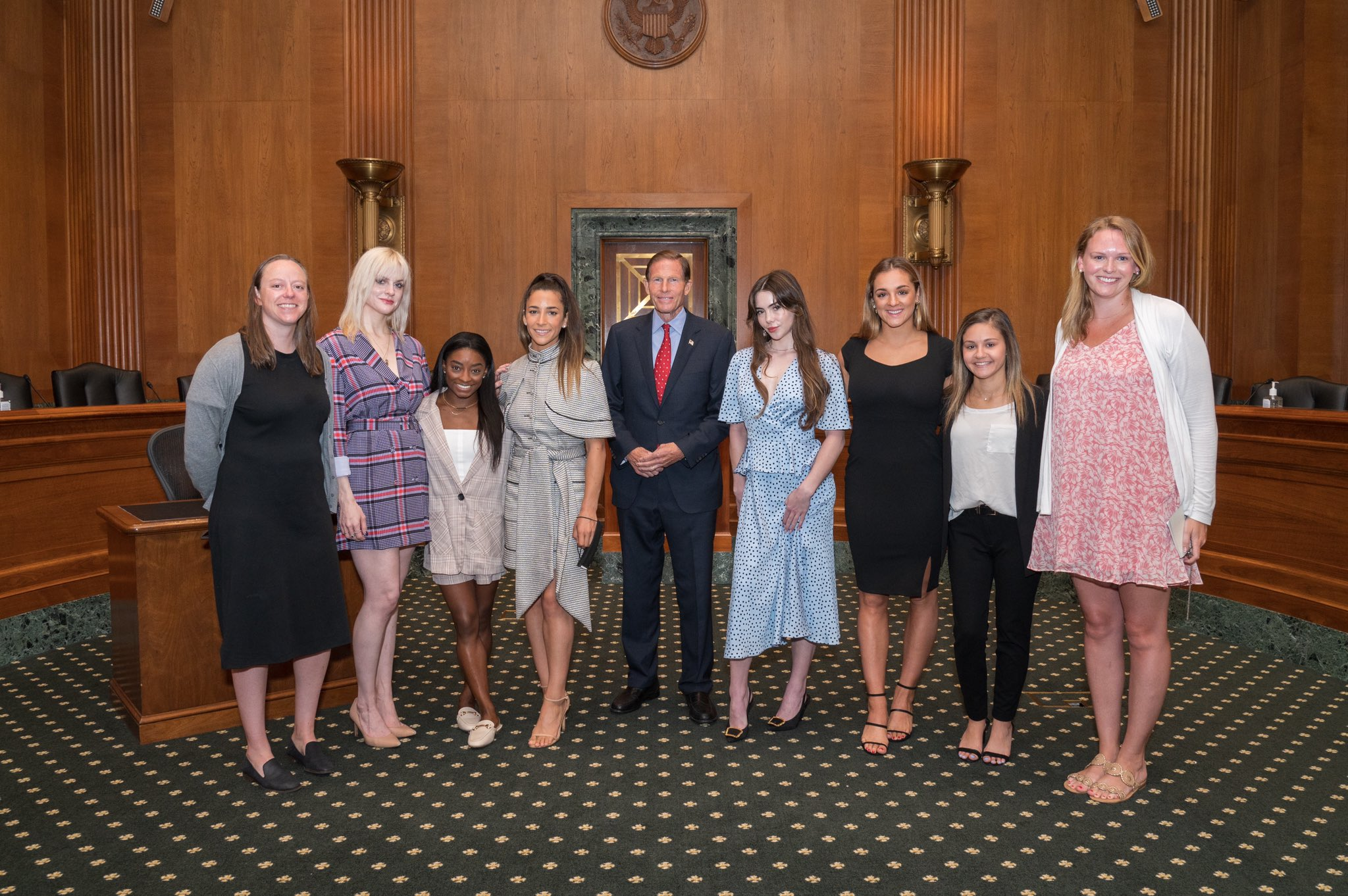
Parte de las denunciantes, incluidas Jessica Howard, McKayla Maroney, Aly Raisman, Maggie Nichols y Simone Biles, junto al senador estadounidense Richard Blumenthal en 2021.

### Senado de los Estados Unidos
El Congreso de los Estados Unidos respondió a los reclamos de abuso sexual contra Nassar y también respondió al personal que estuvo involucrado con la Federación estadounidense de Natación y Federación Estadounidense de Taekwondo. La senadora de Estados Unidos Dianne Feinstein presentó un proyecto de ley que exigiría a los miembros del cuerpo directivo nacional que supervisan los deportes olímpicos que denuncien de inmediato las denuncias de agresión sexual a las fuerzas del orden público o agencias designadas de bienestar infantil. Las ex gimnastas Dominique Moceanu, Jamie Dantzscher y Jessica Howard testificaron en una audiencia del Comité Judicial del Senado el 28 de marzo de 2017 con respecto al proyecto de ley. Rick Adams, jefe de deportes paralímpicos del Comité Olímpico de los Estados Unidos y jefe de desarrollo organizacional de las NGB, declaró en la audiencia: "Asumimos la responsabilidad y pedimos disculpas a cualquier atleta joven que alguna vez haya enfrentado abusos". Se solicitó a la USAG testificar en la audiencia, pero se rechazó.
El proyecto de ley fue aprobado por el Senado en noviembre con apoyo bipartidista, pero no avanzó en la Cámara de Representantes. El 25 de enero de 2018, la senadora Feinstein anunció que organizaría una conferencia de prensa el 30 de enero de 2018 con varios gimnastas, incluidos Rachael Denhollander y Mattie Larson, para instar a la Cámara a avanzar con un voto. Ese mismo día, el presidente de la Cámara de Representantes de los Estados Unidos, Paul Ryan, emitió una declaración que decía que los líderes de la Cámara tomarían una legislación similar que requeriría capacitación, informes obligatorios y un sistema revisado de cómo los cuerpos gobernantes deportivos tratan las acusaciones de abuso sexual.